# Strychnos ramentifera
Strychnos ramentifera är en tvåhjärtbladig växtart som beskrevs av Adolpho Ducke. Strychnos ramentifera ingår i släktet Strychnos och familjen Loganiaceae. Inga underarter finns listade i Catalogue of Life.